# 52. Międzynarodowy Festiwal Filmowy w Wenecji
52. Międzynarodowy Festiwal Filmowy w Wenecji odbył się w dniach 30 sierpnia – 9 września 1995 roku. Imprezę otworzył pokaz amerykańskiego filmu Karmazynowy przypływ w reżyserii Tony'ego Scotta. W konkursie głównym zaprezentowano 17 filmów pochodzących z 14 różnych krajów.
Jury pod przewodnictwem hiszpańskiego pisarza Jorge Semprúna przyznało nagrodę główną festiwalu, Złotego Lwa, wietnamskiemu filmowi Rykszarz w reżyserii Trần Anh Hùnga. Drugą nagrodę w konkursie głównym, Nagrodę Specjalną Jury, przyznano ex aequo portugalskiemu filmowi Komedia Deusa w reżyserii João Césara Monteiro oraz włoskiemu filmowi Sprzedawca marzeń w reżyserii Giuseppe Tornatore.
Z okazji stulecia kina przyznano osiem Honorowych Złotych Lwów za całokształt twórczości. Otrzymali je: amerykański reżyser i aktor Woody Allen, włoski reżyser Giuseppe De Santis, włoski producent filmowy Goffredo Lombardo, włoski kompozytor muzyki filmowej Ennio Morricone, francuski reżyser Alain Resnais, amerykański reżyser Martin Scorsese, włoski aktor Alberto Sordi oraz włoska aktorka Monica Vitti.

## Członkowie jury

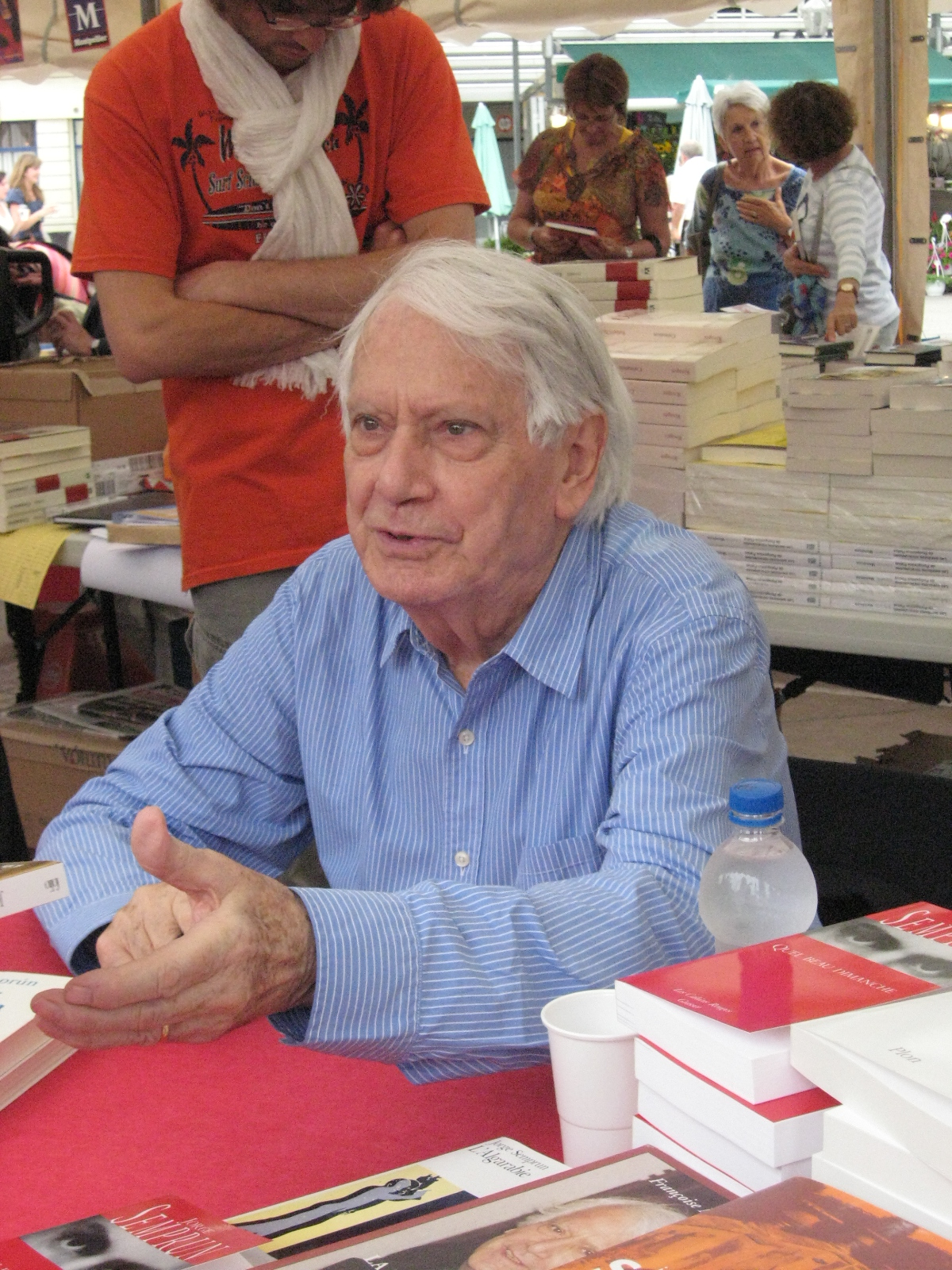
Przewodniczący jury konkursu głównego Jorge Semprún.

### Konkurs główny
- Jorge Semprún, hiszpański pisarz − przewodniczący jury[8]
- Guglielmo Biraghi, włoski krytyk filmowy
- Jean-Pierre Jeunet, francuski reżyser
- Abbas Kiarostami, irański reżyser
- Mario Martone, włoski reżyser
- Peter Rainer, amerykański krytyk filmowy
- Mo Rothman, kierownik wytwórni Columbia Pictures
- Margarethe von Trotta, niemiecka reżyserka

## Selekcja oficjalna

### Konkurs główny
Następujące filmy zostały wyselekcjonowane do udziału w konkursie głównym o Złotego Lwa:
| Tytuł polski                 | Tytuł oryginalny              | Reżyseria                                | Kraj produkcji    |
| ---------------------------- | ----------------------------- | ---------------------------------------- | ----------------- |
| Ceremonia                    | La cérémonie                  | Claude Chabrol                           | Francja           |
| Ślepy zaułek                 | Clockers                      | Spike Lee                                | Stany Zjednoczone |
| Komedia Deusa                | A Comédia de Deus             | João César Monteiro                      | Portugalia        |
| Obsesja                      | The Crossing Guard            | Sean Penn                                | Stany Zjednoczone |
| Det znaczy dziewczyna        | دت یعنی دخت Det Yani Dokhtar  | Abolfazl Jalili                          | Iran              |
| Guantanamera                 | Guantanamera                  | Tomás Gutiérrez Alea i Juan Carlos Tabío | Kuba              |
| W środku mrocznej zimy       | In the Bleak Midwinter        | Kenneth Branagh                          | Wielka Brytania   |
| Kardiogram                   | Кардиограмма Kardiogramma     | Dareżan Omirbajew                        | Kazachstan        |
| Maborosi                     | 幻の光 Maboroshi no hikari    | Hirokazu Koreeda                         | Japonia           |
| Nic osobistego               | Nothing Personal              | Thaddeus O'Sullivan                      | Irlandia          |
| Kto zabił Pasoliniego?       | Pasolini, un delitto italiano | Marco Tullio Giordana                    | Włochy            |
| Opowieść o ubogim młodzieńcu | Romanzo di un giovane povero  | Ettore Scola                             | Włochy            |
| Bez nadawcy                  | Sin remitente                 | Carlos Carrera                           | Meksyk            |
| Rzeźnik                      | Der Totmacher                 | Romuald Karmakar                         | Niemcy            |
| Sprzedawca marzeń            | L'uomo delle stelle           | Giuseppe Tornatore                       | Włochy            |
| Latający Holender            | De vliegende Hollander        | Jos Stelling                             | Holandia          |
| Rykszarz                     | Xích lô                       | Trần Anh Hùng                            | Wietnam           |

### Pokazy pozakonkursowe
Następujące filmy zostały wyświetlone na festiwalu w ramach pokazów pozakonkursowych i specjalnych:
| Tytuł polski               | Tytuł oryginalny           | Reżyseria                            | Kraj produkcji    |
| -------------------------- | -------------------------- | ------------------------------------ | ----------------- |
| Po tamtej stronie chmur    | Al di là delle nuvole      | Michelangelo Antonioni i Wim Wenders | Włochy            |
| Apollo 13                  | Apollo 13                  | Ron Howard                           | Stany Zjednoczone |
| Braveheart. Waleczne serce | Braveheart                 | Mel Gibson                           | Stany Zjednoczone |
| Czarne dziury              | I buchi neri               | Pappi Corsicato                      | Włochy            |
| Dzikie konie               | Caballos salvajes          | Marcelo Piñeyro                      | Argentyna         |
| Karmazynowy przypływ       | Crimson Tide               | Tony Scott                           | Stany Zjednoczone |
| Dzień Bestii               | El día de la bestia        | Álex de la Iglesia                   | Hiszpania         |
| Dolores                    | Dolores Claiborne          | Taylor Hackford                      | Stany Zjednoczone |
| Flamenco                   | Flamenco                   | Carlos Saura                         | Hiszpania         |
| Kochanek czy kochanka      | Gazon maudit               | Josiane Balasko                      | Francja           |
| Jade                       | Jade                       | William Friedkin                     | Stany Zjednoczone |
| Podróż Augusta Kinga       | The Journey of August King | John Duigan                          | Stany Zjednoczone |
| Jej wysokość Afrodyta      | Mighty Aphrodite           | Woody Allen                          | Stany Zjednoczone |
| Pillow Book                | The Pillow Book            | Peter Greenaway                      | Wielka Brytania   |
| Dziwne dni                 | Strange Days               | Kathryn Bigelow                      | Stany Zjednoczone |
| Wodny świat                | Waterworld                 | Kevin Costner                        | Stany Zjednoczone |

## Laureaci nagród

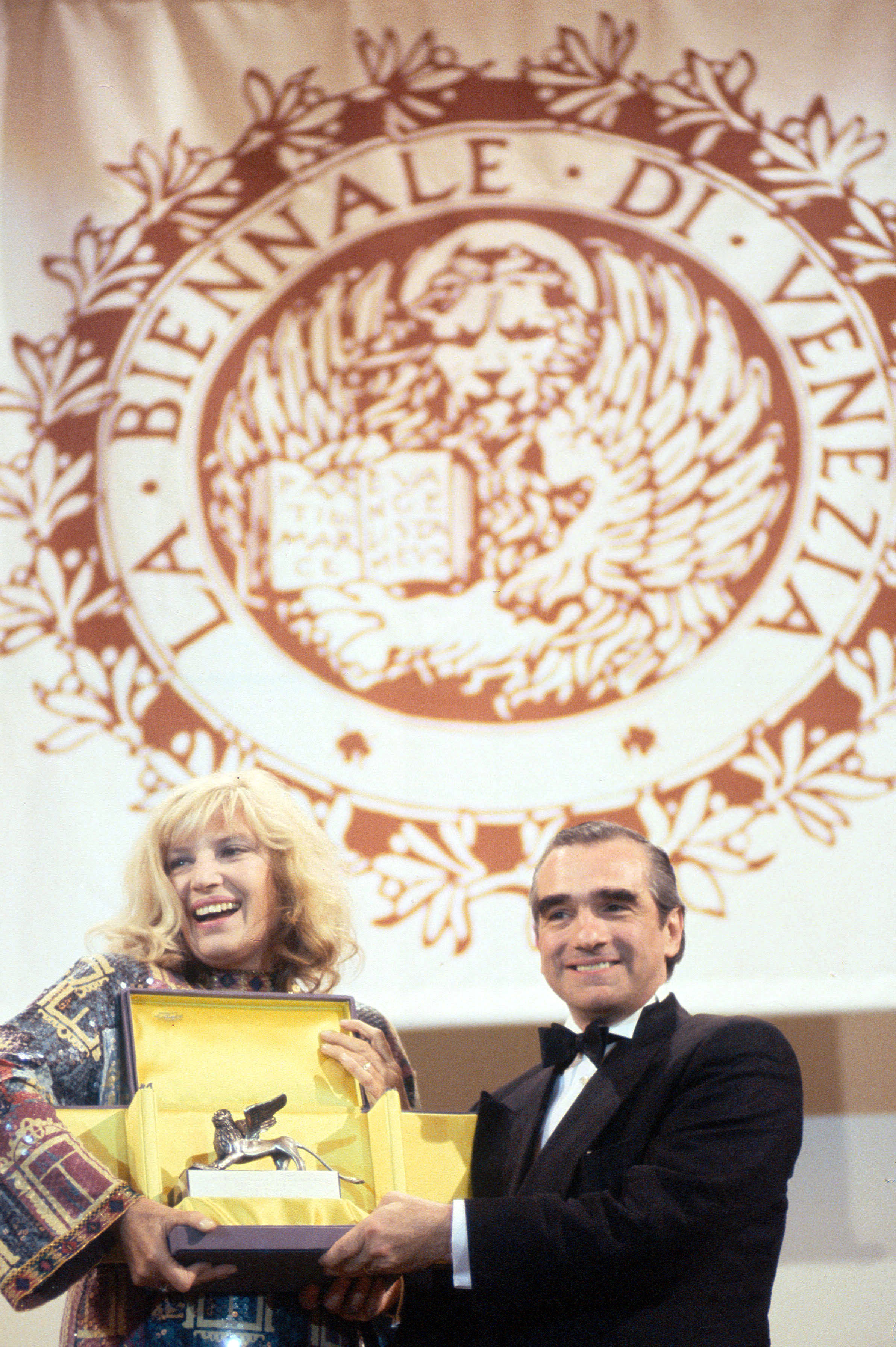
Monica Vitti i Martin Scorsese, laureaci Honorowego Złotego Lwa.

### Konkurs główny
Złoty Lew
- Rykszarz, reż. Trần Anh Hùng

Nagroda Specjalna Jury
- Komedia Deusa, reż. João César Monteiro
- Sprzedawca marzeń, reż. Giuseppe Tornatore

Puchar Volpiego dla najlepszej aktorki
- Sandrine Bonnaire i Isabelle Huppert − Ceremonia

Puchar Volpiego dla najlepszego aktora
- Götz George − Rzeźnik

Puchar Volpiego dla najlepszej aktorki drugoplanowej
- Isabella Ferrari − Opowieść o ubogim młodzieńcu

Puchar Volpiego dla najlepszego aktora drugoplanowego
- Ian Hart − Nic osobistego

Złota Osella za najlepszą reżyserię
- Kenneth Branagh − W środku mrocznej zimy

Złota Osella za najlepszy scenariusz
- Abolfazl Jalili − Det znaczy dziewczyna

Złota Osella za najlepsze zdjęcia
- Masao Nakabori − Maborosi

### Wybrane pozostałe nagrody
Złoty Medal Przewodniczącego Senatu Włoch
- Kto zabił Pasoliniego?, reż. Marco Tullio Giordana

Złoty Klaps dla najlepszego młodego reżysera
- Niebieskie ptaki, reż. Felice Farina

Nagroda FIPRESCI
- Konkurs główny:  Rykszarz, reż. Trần Anh Hùng
- Sekcje paralelne:  Po tamtej stronie chmur, reż. Michelangelo Antonioni i Wim Wenders

Nagroda im. Francesco Pasinettiego (SNGCI - Narodowego Stowarzyszenia Włoskich Krytyków Filmowych)
- Najlepszy film:  Komedia Deusa, reż. João César Monteiro
- Najlepszy aktor:  Sergio Castellitto − Sprzedawca marzeń
- Najlepsza aktorka:  Sandrine Bonnaire i Isabelle Huppert − Ceremonia

Nagroda OCIC (Międzynarodowej Katolickiej Organizacji ds. Filmu i Sztuk Audiowizualnych)
- Siódmy pokój, reż. Márta Mészáros
  - Wyróżnienie Specjalne:  Maborosi, reż. Hirokazu Koreeda

Nagroda UNESCO
- Kardiogram, reż. Dareżan Omirbajew

Honorowy Złoty Lew za całokształt twórczości
- Woody Allen
- Giuseppe De Santis
- Goffredo Lombardo
- Ennio Morricone
- Alain Resnais
- Martin Scorsese
- Alberto Sordi
- Monica Vitti